# Cratere Saheki
Saheki  è un cratere sulla superficie di Marte.